# أليكس أفونسو
أليكس أفونسو (بالبرتغالية: Alex Afonso‏) (24 مارس 1981 في البرازيل - ) هو لاعب كرة قدم برازيلي في مركز الهجوم. لعب مع أتلتيكو براغانتينو وألفيركا وإشتوريل برايا وجمعية بورتوغيزا الرياضية ونادي بارانا ونادي بالميراس ونادي غواراني ونادي فورتاليزا ونادي إيكاسا ونادي إيتوانو وماريليا أتلتيكو ‏ وGuaratinguetá Futebol ‏ ونادي ريو كلارو فوتيبول ونادي ساو بينتو الرياضي وغراميو اساسكو اوداكس اسبورت كلوب ونادي بورتيمونينسي وFort Lauderdale Strikers (2006–2016) ‏.

## وصلات خارجية
- أليكس أفونسو على موقع قاعدة بيانات كرة القدم.إي يو (الإنجليزية)